# Alhambra (Kalifornia)
Alhambra – miasto w Stanach Zjednoczonych, w stanie Kalifornia, w hrabstwie Los Angeles.

## Demografia
W 2010 zamieszkiwało je 83 089 osób. W 2023 liczba mieszkańców spadła do 79 776 osób, a gęstość zaludnienia nieco poniżej 4050 osób/km².

## Położenie
Miasto leży na wysokości 150 m n.p.m. i zajmuje powierzchnię 19,7 km².

## Gospodarka
W mieście rozwinął się przemysł lotniczy, maszynowy oraz elektroniczny.